# فيولانتي من المجر
فيولانتي من المجر (ح 1215 - 1251) هي ملكة أراغون القرينة والزوجة الثانية لـخايمي الأول، والابنة الوحيدة لـ أندرو الثاني ملك المجر وزوجته يولاندا دي كارتيناي.

## الأسرة
تزوجت فيولانتي من خايمي في عام 1235، بحيث تزوج خايمي في السابق من إليانور من قشتالة، ولكن هذا الزواج ألغي في عام 1229 على أساس القرابة، حيث كان لديهم ابن اسمه ألفونسو إلا أنه توفي قبل والده.
كان لـ فيولانتي وخايمي عشرة أبناء:-
1. فيولانتي، ملكة قشتالة وليون [3] (1236-1301)، بزواجها من ألفونسو العاشر.
2. كونستانس أراغون، ليدى بليانة (1239-1269).
3. بيدرو الثالث ملك أراغون (1240-1285) وأصبح في وقت لاحق ملك صقلية.
4. خايمي الثاني ملك مايوركا (1243-1311).
5. فرناندو من أراغون (1245-1250).
6. سانتشا من أراغون (1246-1251).
7. إيزابيلا، ملكة فرنسا (1247-1271)، بزواجها من فيليب الثالث.
8. ماريا من أراغون (1248-1267)، راهبة.
9. سانشو من أراغون (1250-1275)، رئيس أساقفة طليطلة.[4]
10. ليونور من أراغون (مواليد 1251، توفيت صغيرة).